# Henry Bromell
Pour les articles homonymes, voir Bromell.
Henry Bromell, né le 19 septembre 1947 à New York et mort le 18 mars 2013 à Santa Monica, en Californie,, est un scénariste, producteur, réalisateur et écrivain américain.

## Biographie
Henry Bromell fait ses études à la Eaglebrook School (1963) et au United World College of the Atlantic (1964-1966). Il est diplômé du Amherst College en 1970. Il remporte le prix littéraire Houghton Mifflin pour son premier roman, The Slightest Distance, paru en 1974. Son recueil de nouvelles, I Know Your Heart, Marco Polo, est publié en 1979.
L'essentiel de sa carrière de scénariste se déroule à la télévision. Il est d'abord producteur exécutif pour la série télévisée Bienvenue en Alaska (Northern Exposure) en 1990 et, en 1991, il en écrit trois épisodes. 
En 1994, il intègre l'équipe de scénaristes de la série télévisée Homicide (Homicide: Life on the Street). De scénariste, il devient coproducteur exécutif pour la troisième saison de la série. Il contribue en outre à l'écriture de sept épisodes de la saison. Il est promu producteur exécutif pour la quatrième saison et signe 17 épisodes supplémentaires. Il réduit sa participation à la cinquième saison et devient producteur-conseil. Il écrit encore deux épisodes avant de quitter l'équipe à la fin de la saison en 1997.
Dès lors, il écrit et produit de nombreuses séries télévisées, dont Chicago Hope : La Vie à tout prix (Chicago Hope) (1999-2000) et Brotherhood (2006-2008).
Il est surtout connu pour avoir été le producteur exécutif de la série Homeland, dont il a écrit quatre épisodes : Aveux (The Good Soldier), L'Appât (Representative Brody), Vérités et Mensonges (Q&A) et En plein cœur (Broken Hearts). Aveux (The Good Soldier) lui vaut, en 2011, le prix de la Writers Guild of America pour le meilleur scénario d'un épisode d'une série dramatique qu'il partage avec son coauteur Vince Gilligan. À titre posthume, on lui a décerné un Primetime Emmy Award du meilleur scénario pour une série télévisée dramatique pour l'épisode Vérités et Mensonges (Q&A). 
Bromell meurt d'une crise cardiaque le 18 mars 2013 à l'hôpital UCLA de Santa Monica.

## Filmographie

### comme scénariste
- 1991 : Bienvenue en Alaska (Northern Exposure) (série télévisée)
- 1994-1996 : Homicide (Homicide: Life on the Street) (série télévisée)
- 2000 : Panic
- 2000 : Chicago Hope : La Vie à tout prix (Chicago Hope)
- 2002 : Last Call (en) (TV)
- 2003 : La Caravane de l'étrange (Carnivàle) (série télévisée)
- 2006-2008 : Brotherhood (série télévisée)
- 2011 - 2012 : Homeland (série télévisée)

### comme producteur
- 1990 : Bienvenue en Alaska (Northern Exposure) (série télévisée)
- 1991 : Les Ailes du destin (série télévisée)
- 1994-1996 : Homicide (Homicide: Life on the Street
- 1999-2000 : Chicago Hope : La Vie à tout prix (Chicago Hope)
- 2000 : Lydia DeLucca (That's Life) (série télévisée)
- 2002 : Last Call (en) (TV)
- 2006-2008 : Brotherhood (série télévisée)
- 2011 - 2012 : Homeland (série télévisée)

### comme réalisateur
- 2000 : Panic
- 2002 : Last Call (en) (TV)
- 2003 : Out of Order (mini-série)
- 2006-2008 : Brotherhood (série télévisée)

## Récompenses et nominations

### Récompenses
- 2011 : Meilleur scénario d'un épisode d'une série dramatique de la Writers Guild of America pour Aveux (The Good Soldier) de la série Homeland
- 2012 : Golden Globe de la meilleure série télévisée dramatique pour Homeland
- 2013 : Golden Globe de la meilleure série télévisée dramatique pour Homeland
- 2013 : Meilleur producteur pour une série télévisée dramatique au Producers Guild of America Awards pour Homeland
- 2013 : Primetime Emmy Award du meilleur scénario pour une série télévisée dramatique pour Vérités et Mensonges (Q&A) de la série Homeland

## Œuvre littéraire

### Romans
- The Slightest Distance (1974)
- The Follower (1983) Publié en français sous le titre La Souris déglinguée, traduit par Isabelle Delord, Paris, Gallimard, coll. « Série noire » no 1981, 1984
- Little America (2002)Publié en français sous le titre Little America, traduit par Janique Jouin-de Laurens, Paris, Gallmeister, 2017

### Recueil de nouvelles
- I Know Your Heart, Marco Polo (1979)